# قائمة الديربيات والمنافسات في كرة القدم

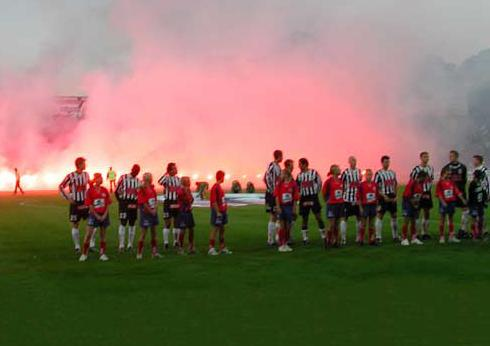
لاندسكرونا ضد هيلسينجبورج ، ديربي سكانيا 2003.

الديربي (بالإنجليزية: Derby) هي مباراة في لعبة كرة القدم بين فريقين من مدينة واحدة كما هو الحال في ديربي ميلانو في إيطاليا بين إيه سي ميلان وإنتر ميلان. لكن المنافسة في كرة القدم تتعدى ذلك، فأحيانًا تكون المنافسة على مستوى المقاطعة مثل ديربي شمال لندن بين نادي آرسنال ونادي توتنهام هوتسبر والذي يعتبر من أشهر ديربيات لندن. وأحيانًا تكون المنافسة حسب المنطقة المنطقة مثلما هو الحال في ديربي الميرسيسايد والذي يجمع بين إيفرتون وليفربول، وفي بعض الأحيان على مستوى الدولة بكاملها مثل مباراة الكلاسيكو بين برشلونة وريال مدريد في إسبانيا. وقد تتطبع مباراة الديربي ببعض الخلفيات السياسية والدينية، فمثلًا يكون للديربي بعد طائفي مثل ديربي غلاسكو في إسكتلندا والمعروف باسم أولد فيرم (بالإنجليزية: The Old Firm) والذي يجمع ناديي رينجرز وسلتيك، حيث يرتبط الأول بطائفة البروتستانت والثاني بطائفة الكاثوليك. كما يأخذ الديربي أيضًا أبعادًا طبقية واجتماعية، مثل ديربي بوينس آيرس في الأرجنتين بين بوكا جونيورز المرتبط بالطبقة العاملة، وريفر بليت المرتبط بالطبقة الوسطى.

## أمثلة على المنافسات المحلية
أوروبا

### بلغاريا
- ليفسكي صوفيا وسسكا صوفيا (ديربي صوفيا)
- سسكا صوفيا ولودوغورتس رازغراد (كلاسيكو بلغاريا)
- لوكوموتيف صوفيا وسلافيا صوفيا (ديربي العاصمة الصغير)
- نادي لوكوموتيف بلوفديف ولودوغورتس رازغراد (ديربي السكك الحديدية)
- نادي بوتيف بلوفديف ونادي بيروي ستارا زاغورا (ديربي تراقيا)

### فنلندا
- نادي هلسنكي وهكا (ديربي هلسنكي)
- نادي لاهتي ونادي هلسنكي (كلاسيكو فنلندا الحديث)
- نادي إلفيس وتامبيري يونايتد وهكا (ديربي بيركنما)
- سينايوين يالكابالوكيرهو ونادي فآسا (ديربي بوهيانما)
- نادي بالو ليروت ونادي جاز

### جورجيا
- نادي دينامو تبليسي وتوربيدو كوتيسي (كلاسيكو جورجيا)
- لوكوموتيف تبليسي ونادي دينامو تبليسي (ديربي تبليسي)
- شوكورا كوبوليتي ونادي دينامو باتومي (ديربي أجاريا)
- نادي دينامو تبليسي ونادي دينامو باتومي (ديربي دينامو)
- نادي سامتريديا ونادي سامغورالي تسخالتوبو (ديربي إيميريتي)

### النرويج
- نادي فوليرينغا ونادي لين (ديربي أوسلو)
- نادي روسنبورغ ونادي بران (كلاسيكو النرويج)
- نادي بودو/غليمت وترومسو إيدريتسلاغ (ديربي الشمال)
- نادي سترومسغودست ونادي ميوندالن (سوبر كلاسيكو)
- نادي ليلستروم ونادي فوليرينغا (ديربي الطيور)

### بولندا
- ليغيا وارسو وفيسوا كراكوف (كلاسيكو بولندا الكبير)
- لخ بوزنان وليخيا غدانسك (ديربي الملوك)
- فيسوا كراكوف ونادي كراكوفيا(ديربي كراكوف)
- غورنيك زابجه ورتش شوروزو (ديربي أعالي سيليزيا)
- بولونيا وارسو وليغيا وارسو (ديربي وارسو)

### جمهورية التشيك
- فيكتوريا بلزن وسبارتا براغ (كلاسيكو التشيك)
- سلافيا براغ وسبارتا براغ (ديربي براغ)
- نادي باردوبيتسه ونادي هراتس كرالوفه (ديربي شرق بوهيميا)
- نادي يابلونتس ونادي سلوفان ليبيريتس (ديربي شمال بوهيميا)
- بانيك أوسترافا ونادي أوبافا (ديربي سيليزيا)

### المجر
- نادي فيرينتسفاروشي ونادي أويبست (ديربي بودابست)
- جيرموت جيور وغيور تورنا أوزتالي (ديربي جيور)
- نادي ديوسجوري ونيريغيهازا سبارتاكوس (ديربي الشرق)
- نادي مول فيهيرفار وغيور تورنا أوزتالي (ديربي ترانسدانوبيا)
- هلاداس زومباثلي وزالايغيرزيغي تورنا إغيليت (ديربي الغرب)

### السويد
- نادي مالمو ونادي غوتبورغ (كلاسيكو السويد)
- نادي يورغوردينس وأيك سولنا (ديربي ستوكهولم)
- نادي هلسينغبورغ ونادي مالمو (ديربي محافظة اسكونه)
- نادي هاماربي وأيك سولنا (ديربي سودرمالم)
- نادي هكن ونادي غوتبورغ (ديربي جوتنبرج)

### أيرلندا
- نادي شامروك روفرز ونادي دوندالك (كلاسيكو أيرلندا)
- نادي شيلبورن ونادي بوهيميان (ديربي دبلن)
- نادي كورك سيتي ونادي يميريك (ديربي مونستر)
- نادي فين هاربز وديري سيتي (ديربي الشمال الغربي)
- درودا يونايتد ونادي دوندالك (ديربي لاوث)

### رومانيا
- ستيوا بوخارست ودينامو بوخارست (ديربي بوخارست)
- جامعة كلوج وسي إف آر كلوج (ديربي مقاطعة كلوج)
- بوليتنيكا تيميشوارا ويو تي أي أراد (ديربي الغرب)
- نادي بترولول بلويشتي ونادي أسترا جورجو (ديربي بلويشت)
- نادي يونيفيرسيتاتيا كرايوفا ويونيفرسيتاتيا كرايوفا (ديربي أولتينيا)

### كازاخستان
- نادي إيرتيش بافلودار ونادي أكزاييك (الديربي الكبير)
- نادي كايرات ونادي آستانا (ديربي العاصمتين)
- نادي آكتوبه وإف كي أتيراو (ديربي الغرب)
- نادي أورداباسي ونادي آكتوبه (كلاسيكو كرة القدم الكازاخية)
- نادي زينيس ونادي آستانا (ديربي العاصمة)

### بلجيكا
- ستاندارد لييج ونادي أندرلخت (كلاسيكو بلجيكا)
- رويال يونيون سان خيلويزي ونادي أندرلخت (ديربي بروكسل)
- كلوب بروج وسيركل بروج (ديربي بروج)
- رويال أنتويرب وبيرتشوت ويلريجك (ديربي

أنتويرب)
- نادي رويال شارلروا وستاندارد لييج (ديربي فالونيا)

### إسكتلندا
- رينجرز وسلتيك (ديربي أولد فيرم)
- نادي إنفرنيس ونادي أبردين (ديربي الشمال)
- نادي دندي ودندي يونايتد (ديربي دندي)
- هارت أوف ميدلوثيان ونادي هيبرنيان (ديربي إدنرة)
- نادي آير يونايتد ونادي كيلمارنوك (ديربي ايرشاير)

### النمسا
- ريد بل سالزبورغ ورابيد فيينا (كلاسيكو النمسا)
- أوستريا فيينا ورابيد فيينا (ديربي فيينا)
- نادي أوستريا سالزبورغ وريد بول سالزبورغ (ديربي سالزبورغ)
- شتورم غراتس وغراتزر أي كاي (ديربي غراتس)
- نادي فولفسبيرغر ونادي كلاغنفورت (ديربي كيرنتن)

### إنجلترا
- آرسنال وتشيلسي (ديربي لندن)
- آرسنال وتوتنهام هوتسبير (ديربي شمال لندن)
- إيفرتون وليفربول (ديربي الميرسيسايد)
- مانشستر يونايتد ومانشستر سيتي (ديربي مانشستر)
- نيوكاسل يونايتد وسندرلاند (ديربي التاين ووير)
- ليفربول ومانشستر يونايتد (ديربي الشمال الغربي)
- وست بروميتش ألبيون ووولفرهامبتون واندررز (ديربي بلاك كنتري)
- نادي بورتسموث ونادي ساوثهامبتون (ديربي الساحل الجنوبي)
- أستون فيلا وبرمنغهام سيتي (ديربي برمنغهام)
- تشيلسي وبرينتفورد وفولهام (ديربي غرب لندن)

### سلوفاكيا
- نادي سلوفان براتيسلافا ونادي سبارتاك ترنافا (كلاسيكو سلوفاكيا)
- إنتر براتيسلافا ونادي سلوفان براتيسلافا (ديربي براتيسلافا)
- نادي داك 1904 دونيسكا ستريدا ونادي سلوفان براتيسلافا
- نادي لوكوموتيف كوشيتسه ونادي كوشيتسه (ديربي كوشيتسه)
- نادي جيلينا ونادي ترنتشين (ديربي شمال)

### أذربيجان
- نادي خزر لنكران ونادي نيفتشي باكو (ديربي باكو)
- نادي قره باغ ونادي نيفتشي باكو (كلاسيكو أذربيجان)
- نادي كاباز ونادي نيفتشي باكو (ديربي التاريخي)
- نادي كارافان وايه بي ان باردا (ديربي الوسط)
- نادي كاباز ونادي شامكير (ديربي شمال الغربي)

### أوكرانيا
- دينامو كييف وشاختار دونيتسك (كلاسيكو أوكرانيا)
- أرسنال كييف ودينامو كييف (ديربي كييف)
- ميتالورغ دونيتسك وشاختار دونيتسك (ديربي دونيتسك)
- نادي دنيبرو دنيبروبتروفسك وميتاليست خاركيف (ديربي شرق أوكرانيا)
- نادي كارباتي لفيف ونادي لفيف (ديربي لفيف)

### ألمانيا
- بروسيا دورتموند وشالكه 04 (ديربي الرور)
- بايرن ميونخ وبوروسيا دورتموند (الكلاسيكو)
- فيردر بريمن وهامبورغ (ديربي الشمال)
- هانوفر 96 وفولفسبورغ (ديربي ساكسونيا السفلى)
- كولن وبروسيا مونشنغلادباخ (ديربي الراين)
- ميونخ 1860 وبايرن ميونخ (ديربي ميونخ)
- بايرن ميونخ ونورنبيرغ (ديربي بافاريا)
- نورنبيرغ وغروثر فيورث (ديربي الفرانكفونية)
- هامبورغ وسانت باولي (ديربي مدينة هامبورغ)
- هرتا برلين ويونيون برلين (ديربي برلين)
- سانت باولي وهانزا روستوك (الديربي السياسي)

### سويسرا
- نادي بازل ونادي غراسهوبر زيوريخ (كلاسيكو سويسرا)
- نادي زيورخ ونادي غراسهوبر زيوريخ (ديربي زيورخ)
- نادي ثون ويانغ بويز (ديربي برن)
- نادي سيرفيت ونادي لوزان (ديربي بحيرة ليمان)
- نادي ويل ونادي سانت غالن (ديربي سانت غالن)

### إسبانيا
- برشلونة وريال مدريد (الكلاسيكو أو كلاسيكو الأرض)
- إشبيلية وريال بيتيس (ديربي الأندلس)
- ريال مدريد وأتليتكو مدريد (ديربي مدريد)
- برشلونة وإسبانيول أو جيرونا (ديربي برشلونة)
- أتلتيك كلوب بلباو وريال سوسيداد (ديربي الباسك)
- ليفانتي وفالنسيا (ديربي فالنسيا)
- نادي خيتافي ونادي ليغانيس (ديربي جنوب مدريد)
- نادي هويسكا وريال سرقسطة (ديربي أراغونيزي)
- نادي غرناطة ونادي مالقا (ديربي شرق الأندلس)
- سيلتا فيغو وديبورتيفو لاكورونيا (ديربي غاليسيا)

### كرواتيا
- هايدوك سبليت ودينامو زغرب (كلاسيكو كرواتيا)
- نادي لوكوموتيفا ودينامو زغرب (ديربي زغرب)
- نادي رييكا وهايدوك سبليت (ديربي البحر الأدرياتيكي)
- نادي شيبينيك وهايدوك سبليت (ديربي الدلماسي)
- نادي أوسييك ونادي رييكا (ديربي أوسييك رييكا)

### الدنمارك
- نادي بروندبي ونادي كوبنهاغن (ديربي كوبنهاجن)
- نادي لينغبي ونادي اكاديمية جلادساكس (ديربي شمال كوبنهاجن)
- نادي نوردشيلاند ونادي لينغبي (ديربي 
شمال نيوزيلندا)
- نادي البورك وآرهوس جمناستيك فورينينغ (ديربي يوتلاند)
- نادي سيلكيبورج ونادي ميتييلاند (ديربي وسط يوتلاند)

### إيطاليا
- يوفنتوس وإنتر ميلان («ديربي إيطاليا»)
- إيه سي ميلان وإنتر ميلان («ديربي ميلانو» يجمع قطبي مدينة ميلانو أو «ديربي ديلا مادونينا» نسبة إلى تمثال العذراء في المدينة)
- نادي لاتسيو ونادي روما («ديربي روما» يجمع قطبي عاصمة روما أو «ديربي ديلا كابيتالي» نسبة إلى تمثال العذراء في العاصمة)
- نادي لاتسيو ونادي ليفورنو («الديربي السياسي» لاتسيو ممثل اليمين السياسي، وليفورنو ممثل اليسار)
- يوفنتوس ونادي تورينو («ديربي تورينو»)
- نادي نابولي ونادي روما («ديربي الشمس»)
- نادي جنوى ونادي سامبدوريا («ديربي جنوى»)
- نادي باليرمو ونادي كاتانيا («ديربي صقلية»)
- هيلاس فيرونا وكييفو فيرونا («ديربي فيرونا»)
- نادي بولونيا وفيورنتينا («ديربي الأبينيني»)

### البرتغال
- بورتو وبنفيكا (كلاسيكو البرتغال)
- بنفيكا وسبورتينغ (ديربي لشبونة)
- ناسيونال ماديرا ونادي ماريتيمو (ديربي ماديرا)
- نادي بورتو ونادي بوافيشتا (ديربي بورتو)
- سبورتينغ براغا وفيتوريا غيماريش (ديربي مينهو)

### تركيا
- أنقرة غوجو وغنتشلربيرليغي (ديربي أنقرة)
- غلطة سراي وفنربخشة (ديربي إسطنبول)
- نادي فاتح كاراغومروك ونادي قاسم باشا (ديربي القرن الذهبي)
- كارسياكا ونادي جوزتيبي (ديربي أزمير)
- أضنة سبور وأضنة دمير سبور (ديربي أضنة)

### روسيا
- سيسكا موسكو وسبارتاك موسكو (ديربي موسكو)
- دينامو سانت بطرسبرغ وزينيت سانت بطرسبرغ (ديربي سانت بطرسبرغ)
- سبارتاك موسكو وزينيت سانت بطرسبرغ (كلاسيكو روسيا)
- روبين قازان وكريليا سوفيتوف سامارا (ديربي فولجا)
- زينيت سانت بطرسبرغ وبالتيكا كالينينغراد (ديربي البلطيق)

### صربيا
- نادي النجم الأحمر ونادي بارتيزان (ديربي بلغراد)
- نادي فويفودينا ونادي النجم الأحمر (كلاسيكو صربيا)
- نادي فويفودينا وسبارتاك سوبتيتسا (ديربي نزيجي)
- نادي رادنيكي ونادي سميديريفو (ديربي سمادجة)
- نادي دوبوسيكا ورادنيتشكي نيش (ديربي جنوب صربيا)

### فرنسا
- باريس سان جيرمان وأولمبيك مارسيليا (الكلاسيكو الفرنسي)
- سانت إتيان وأولمبيك ليون (ديربي إقليم رون)
- نيس وموناكو (ديربي الجنوب)
- أولمبيك مارسيليا وأولمبيك ليون (تصادم الأولمبيين)
- جيروندان بوردو ونادي تولوز (ديربي جارون)
- باريس سان جيرمان واف سي باريس (ديربي باريس)
- نادي لانس ونادي ليل (ديربي الشمال)
- ستاد رين ونادي نانت (دربي بريتاني)
- نادي ميتز وإي أس نانسي (ديربي لورين)
- نادي نانت ونادي أنجيه (الديربي الغرب)

### إسرائيل
- مكابي تل أبيب ومكابي حيفا وبيتار أورشليم (كلاسيكو أسرائيل)
- مكابي تل أبيب وهبوعيل تل أبيب (ديربي تل أبيب)
- مكابي حيفا وهبوعيل حيفا (ديربي حيفا)
- بيتار أورشليم وهبوعيل أورشليم (ديربي أورشليم)
- بيتار أورشليم واتحاد أبناء سخنين (ديربي ديني)
- هبوعيل رمات غان ومكابي رمات غان (ديربي رمات غان)
- مكابي بتاح تكفا وهبوعيل بتاح تكفا (ديربي بتاح تكفا)
- مكابي شعرايم وهبوعيل مارمورك (ديربي روحوفوت)
- هبوعيل أسدود ومكابي ايروني أسدود (ديربي أسدود)
- مكابي نتانيا وهبوعيل نير رمات هشارون وهبوعيل كفار سابا (ديربي سهل شارون)

### هولندا
- أياكس أمستردام وفينورد روتردام («دي كلاسيكر»)
- أياكس أمستردام ونادي آيندهوفن («كلاسيكو هولندا»)
- نادي آيندهوفن وفينورد روتردام («دي كراكير»)
- نادي غرونينغن ونادي هيرنفين («ديربي شمال»)
- اتحاد ماستريخت وفورتونا سيتارد («ديربي الجنوب»)

### اليونان
- باناثينايكوس وآيك آثينا (ديربي أثينا)
- باناثينايكوس وأولمبياكوس («ديربي العداوة الأبدية»)
- إثنيكوس وأولمبياكوس (ديربي بيرايوس)
- نادي اثينا كاليثيا ونادي بانيونيوس (ديربي جنوب اثينا)
- نادي إيغاليو ونادي أتروميتوس (ديربي غرب اثينا)

أفريقيا

### ساحل العاج
- نادي ستاد أبيدجان وأسيك ميموزا (ديربي أبيدجان)
- أفريكا سبورتس وأسيك ميموزا (كلاسيكو كوتديفوار)
- نادي أتحاد بواكيه ونادي بواكيه (ديربي بواكيه)

### السنغال
- نادي دياراف ونادي جان دارك (ديربي داكار)
- نادي واكام ونادي جان دارك (ديربي داكار الصغير)
- نادي سبورتيف البيكين ونادي جيديويه (ديربي ساحل الشرقي)

### غينيا
- هافيا كوناكري ونادي هورويا (ديربي كوناكري)
- نادي أكاديمية سوار ونادي هورويا
- نادي مني دو لاب وفيلو ستار (ديربي ابي)

### الغابون
- نادي يونيون ليبرفيل ونادي ليبرفيل (ديربي ليبرفيل)
- نادي مانغاسبورت ونادي ليبرفيل (كلاسيكو غابون)
- نادي سوغارا ونادي ملعب مندجي (ديربي بورت جنتيل)

### الكاميرون
- نادي القطن وكانون ياوندي (كلاسيكو كامرون)
- كانون ياوندي وتونير ياوندي (ديربي ياوندي)
- يونيون دوالا وكايمان دوالا (ديربي دوالا)
- نادي القطن ونادي رومدي أدجيا (ديربي غاروا)
- راسينغ بافوسام وأيجل نكونغسامبا (ديربي الغرب)

### جمهورية الكونغو الديمقراطية
- تي بي مازيمبي وفيتا كلوب (كلاسيكو الكونغو)
- موتيما بيمبي وفيتا كلوب (ديربي كينشاسا)
- تي بي مازيمبي ونادي سانت إيلوي لوبوبو (ديربي لوبومباشي)
- أس نيكا وتي سي مالكسا (ديربي كيسانغاني)
- تي بي مازيمبي وسي ام سانغا باليندي (ديربي الجنوب)

### توغو
- أسكو كارا وأسي سيماسي (كلاسيكو توغو)
- أسي سيماسي وأي سي تشودجو (ديربي سوكودي)
- أس أوت لومي وأغازا لومي (ديربي لومي)

### موريتانيا
- نادي نواذيبو ونادي تفرغ زينة (كلاسيكو موريتاني)
- نادي كونكورد ونادي تفرغ زينة (ديربي نواكشوط)
- جمعية اسنيم ونادي نواذيبو (ديربي نواذيبو)

### مالي
- نادي دجوليبا والملعب المالي (كلاسيكو مالي)
- ريال باماكو ونادي دجوليبا (ديربي باماكو)
- نادي دوغوولوفيلا وجمعية نينان الرياضية (ديربي كوليكورو)

### تنزانيا
- نادي سيمبا ويانغ أفريكانز (ديربي  دار السلام)
- نادي موادي وكهاما يونايتد (ديربي شينيانغا)
- مورو يونايتد ونادي مسيتو سبور (ديربي موروغورو)
- نادي دودوما ونادي روفو ستارز (ديربي دودوما)
- نادي مباو وبامبا أس سي (ديربي موانزا)

### بوروندي
- فيتال أو ونادي أتلتيكو أولمبيك (ديربي بوجومبورا)
- تيغري نوير رويجي وفلامبو دو ليست (ديربي رويجي)
- فلامبو دو سنتر وموسونغاتي جيتيغا (ديربي جيتيغا)

### كينيا
- نادي ليوباردز ونادي غور مايا (ديربي نيروبي)
- نادي توسكر ونادي غور مايا (كلاسيكو الكيني)
- نادي فيجبرو ونادي أوسيريان (ديربي نيفاشا)

### جمهورية الكونغو
- نادي إيتوال دو كونغو وديابل نوار (ديربي برازافيل)
- نيكو نيكويي وفيتا كلوب موكاندا (ديربي بوانت-نوار)
- نادي أسيكو وإيه سي ليوباردز (ديربي دوليسى)

### الجزائر
- مولودية وهران - شباب بلوزداد (سوبر كلاسيكو الجزائر)
- مولودية الجزائر - اتحاد الجزائر (ديربي الجزائر)
- شبيبة القبائل - وفاق سطيف (كلاسيكو الهضاب)
- مولودية وهران - مولودية الجزائر (كلاسيكو المولوديتين)
- مولودية الجزائر - شبيبة القبائل (كلاسيكو الجزائر)
- مولودية وهران - جمعية وهران (ديربي وهران)
- مولودية وهران - اتحاد بلعباس (ديربي الغرب)
- شبيبة القبائل - شبيبة بجاية - مولودية بجاية (ديربي القبائل)
- شباب قسنطينة - مولودية قسنطينة (ديربي قسنطينة)
- شبيبة سكيكدة - وفاق القل (ديربي سكيكدة)
- وفاق سطيف - مولودية العلمة (ديربي سطيف)
- اتحاد البليدة - أمل الأربعاء - وداد أدبي بوفاريك (ديربي المتيجة)
- مولودية الجزائر - اتحاد الجزائر - شباب بلوزداد - اتحاد الحراش - نصر حسين داي - رائد القبة (ديربي عاصمة)
- شباب أوراس باتنة - مولودية باتنة (ديربي الأوراس)
- ترجي مستغانم - وداد أمل مستغانم (ديربي مستغانم)
- اتحاد بلعباس - وداد تلمسان - غالي معسكر - شبيبة تيارت - سريع غليزان - مولودية سعيدة (ديربي سهول الغرب)

### زامبيا
- زيسكو يونايتد ونادي زاناكو (كلاسيكو زامبيا)
- باور ديناموز ونادي نكانا (ديربي كيتوي)
- زيسكو يونايتد وفورست رينجرز (ديربي ندولا)
- نادي زاناكو ولوساكا ديناموز ونادي ريد أروس (ديربي اوساكا)
- باور ديناموز وزيسكو يونايتد ونادي نكانا (ديربي كوبربيلت)

### السودان
- نادي الهلال ونادي المريخ (ديربي أم درمان)
- أهلي الخرطوم والخرطوم الوطني (ديربي الخرطوم)
- الاتحاد مدني وأهلي مدني (ديربي ود مدني)

### أنغولا
- بترو إتليتيكو وبريميرو دي أغوستو (كلاسيكو أنغولا)
- إنتر كلوب وبترو إتليتيكو (ديربي لواندا)
- بروجرسو دا لوندا سول وساغرادا إسبيرانسا (ديربي لونداس)
- دبورتيفو دا هويلا وبنفيكا لوبانغو (ديربي لوبانغو)
- نادي ناسيونال بنغيلا ونادي سبورتينغ بنغيلا (ديربي بنغيلا)

### زيمبابوي
- نادي كابس يونايتد ونادي ديناموز ونادي جانرز (ديربي هراري)
- نادي هايلاندرز ونادي زيمبابوي ساينتس (ديربي بولاوايو)
- نادي هايلاندرز ونادي ديناموز (كلاسيكو زيمبابوي)
- نادي كابس يونايتد ونادي هايلاندرز (صراع المدينة)
- لانكشاير ستيل ونادي شباني ماين (ديربي ميدلاند)

### مصر
- الأهلي والزمالك (مباراة القمة)
- النادي الإسماعيلي والنادي المصري البورسعيدي (زعامة القناة)
- بلدية المحلة وغزل المحلة (ديربي المحلة)
- الإتحاد السكندري وسموحة (ديربي الإسكندرية)
- الزمالك والترسانة (ديربي ميت عقبة)

### نيجيريا
- إينوغو رينجرز وإنييمبا (كلاسيكو نيجيريا)
- أبيا واريورز وإنييمبا (ديربي أبيا)
- نادي إفياني أوباه وبيندل إنشورانس (ديربي مدينة بنين)
- نادي بوسدور يونايتد ونادي هارتلاند (ديربي أويري)
- بلاتيو يونايتد ومايتي جيتس (ديربي جوس)

### ليبيا
- أهلي طرابلس و إتحاد طرابلس (ديربي ليبيا)
- أهلي بنغازي و النصر بنغازي (ديربي بنغازي)
- أهلي طرابلس و أهلي بنغازي (كلاسيكو ليبيا)
- نادي السويحلي و نادي اتحاد مصراتي (ديربي مصراته)
- نادي دارنس و النادي الأفريقي (ديربي درنة)
- نادي صقور و نادي مختار (ديربي طبرق)
- نادي الأمل ونادي الشبيبة  (ديربي ترهونة)
- نادي نجوم ونادي وفاق (ديربي اجدابيا)
- نادي الهوارية ونادي الانتفاضة (ديربي الكفرة)
- أهلي طرابلس و المدينة (ديربي طرابلس)
- القرضابية و الشرارة (ديربي سبها)
- الأخضر و الأنصار (ديربي البيضاء)

### جنوب إفريقيا
- أورلاندو بيراتس وكايزر تشيفز (ديربي جوهانسبرغ)
- كيب تاون سبرز وكيب تاون سيتي (ديربي كيب تاون)
- ماميلودي صن داونز وسوبر سبورت يونايتد (ديربي تشواني)
- نادي أمازولو وجولدن اروز (ديربي ديربان)
- نادي فري ستايت ستارز ونادي بلومفونتين سيلتيك (ديربي الدولة حرة)

### المغرب
- الوداد والرجاء (ديربي الدار البيضاء)
- المغرب التطواني واتحاد طنجة (ديربي الشمال)
- مولودية وجدة ونهضة بركان (ديربي الشرقي)
- الجيش الملكي والوداد والرجاء (كلاسيكو المغرب)
- الجيش الملكي والفتح (ديربي الرباط)
- المغرب الفاسي والوداد الفاسي (ديربي فاس)
- حسنية أكادير وكوكب مراكشي (ديربي الجنوب)
- أولمبيك أسفي وأولمبيك خريبكة (ديربي الفوسفاط)
- المغرب الفاسي ونادي مكناس (ديربي الأطلس)
- نادي شباب الريف الحسيمي وحسنية أكادير (ديربي أمازيغ)

### غانا
- أشانتي كوتوكو وهارتس أوف أوك (كلاسيكو غانا)
- نادي الملك فيصل وأشانتي كوتوكو (ديربي كوماسي)
- أكرا جريت أولمبيك وهارتس أوف أوك (ديربي أكرا)
- نادي ستيدفاست وريال تامالي يونايتد  (ديربي تامالي)
- نادي سيكوندي هوساكاس و نادي سيكوندي ألفن ويس (ديربي سيكوندي تاكورادي)

### تونس
- الترجي ضد الإفريقي (ديربي تونس الكبير)
- الترجي ضد الإفريقي ضد الملعب التونسي ضد الشبيبة العمران ضد النادي الأولمبي للنقل ضد المستقبل بالمرسي  (ديربي العاصمة الصغير)
- النجم الساحلي ضد الاتحاد الرياضي المنستيري (ديربي الساحل)
- النجم الساحلي ضد الترجي (كلاسيكو تونس)
- الملعب القابسي ضد المستقبل الرياضي بقابس (ديربي قابس)
- النادي الصفاقسي ضد نادي سكك الحديد الصفاقسي (ديربي صفاقس)
- النادي الصفاقسي ضد الترجي (سوبر كلاسيكو تونس)
- أولمبيك مدنين ضد الاتحاد الرياضي ببن ڨردان (ديربي جنوب)
- الأولمبي الباجي ضد جندوبة الرياضية (ديربي شمال الغربي)
- النجم الساحلي ضد الأمل الرياضي بحمام سوسة (ديربي سوسة)

### أوغندا
- ناكيفوبو فيلا ونادي كامبالا سيتي (ديربي كامبالا)
- نادي فايبرز ونادي كامبالا سيتي (كلاسيكو أوغندا)
- نادي نايل بروريز ونادي الشرطة (ديربي مدينة جينجا)

أسيا

### أستراليا
- ملبورن فيكتوري وسيدني إف سي (ديربي الأزرق الكبير)
- نادي ملبورن سيتي ونادي ملبورن فيكتوري (ديربي ملبورن)
- وسترن سيدني واندررز وسيدني إف سي (ديربي سيدني)
- نادي جنوب ملبورن ونادي ملبورن سيتي (ديربي ملبورن الصغير)
- نادي ويلينغتون فينيكس وويسترن يونايتد
- سنترال كوست مارينرز ووسترن سيدني واندررز
- سنترال كوست مارينرز ونيوكاسل يونايتد جتس (ديربي ساحل الأوسط)
- نادي برث غلوري ونادي ويلينغتون فينيكس (ديربي القديم)
- أديلايد يونايتد ونادي ملبورن فيكتوري (ديربي الاصلي)
- ويسترن يونايتد ونادي ملبورن فيكتوري (ديربي ويستجيت)

### تركمانستان
- نادي أهال ونادي ألتين أسير (كلاسيكو تركمانستان)
- نادي كوبتداغ عشق آباد ونادي ألتين أسير (ديربي عشق آباد)
- نادي مرو ماري ونادي إنيرجيتك ماري (ديربي ماري)

### السعودية
- نادي الهلال ونادي الاتحاد: (كلاسيكو السعودية)
- النادي الأهلي ونادي الهلال: (ديربي السعودية)
- النادي الأهلي ونادي النصر: (الكلاسيكو القديم)
- نادي الهلال ونادي النصر: (ديربي الرياض)
- نادي الاتحاد والنادي الأهلي: (ديربي جدة)
- نادي الاتحاد والوحدة: (ديربي منطقة مكة)
- الوحدة وأحد (ديربي الحرمين الشريفين)
- الاتفاق والقادسية: (ديربي الشرقية)
- الرائد والتعاون: (ديربي القصيم)
- هجر والفتح (ديربي الإحساء)
- الاتفاق والنهضة: (ديربي الدمام)
- الفيحاء والفيصلي: (ديربي سدير)
- الجبلين والطائي: (ديربي حائل)
- أبها وضمك: (ديربي عسير)

### أوزبكستان
- نادي لوكوموتيف طشقند وباختاكور طشقند ونادي بونيودكور (ديربي طشقند)
- باختاكور طشقند ونادي نيفتشي فرغانة (كلاسيكو أوزباكستان)
- نادي نافباهور نامانجان ونادي أنديجان (ديربي الشرق)

### سوريا
- الكرامة والاتحاد (كلاسيكو سوريا)
- الجيش والوحدة (ديربي دمشق)
- الاتحاد والحرية (ديربي حلب)
- الكرامة والوثبة (ديربي حمص)
- الطليعة والنواعير (ديربي حماة)
- تشرين وحطين (ديربي اللاذقية)
- الجيش والكرامة (سوبر كلاسيكو سوريا)
- نادي الفتوة ونادي اليقظة (ديربي دير الزور)
- نادي عمال رميلان ونادي الجزيرة (ديربي الحسكة)
- نادي الفرات ونادي الشباب (ديربي الرقة)

### طاجيكستان
- دينامو دوشنبه واستقلال دوشنبه وسسكا بامير دوشنبه (ديربي دوشنبه)
- ريغار-تاداز تورسونزاده واستقلال دوشنبه (كلاسيكو طاجيكستان)
- ريغار-تاداز تورسونزاده وإف سي خاتلون (ديربي الغرب)

### نيبال
- نادي مانانج مارسيانجدي و ثري ستار كلوب (ديربي كاتماندو)
- نادي شباب جوالاخيل ونادي ثري ستار (ديربي لاليتبور)
- جابا إف سي وبيرات ناجار سيتي (ديربي مقاطعة كوشي)

### تايوان
- نادي تايوان باور ونادي تاتونغ (ديربي كاوشيونغ)
- إيه سي تايبيه وتايبيه ريد ليونز إف سي (ديربي تايبيه)
- نادي تاينان سيتي ونادي تاتونغ (كلاسيكو تايوان)

### العراق
- نادي القوة الجوية ونادي الزوراء (كلاسيكو العراق)
- نادي القوة الجوية ونادي الشرطة / نادي الزوراء ونادي الطلبة (ديربي بغداد)
- نادي الميناء ونادي نفط الجنوب (ديربي البصرة)
- نادي دهوك ونادي زاخو (ديربي دهوك)
- نادي النجف ونادي نفط الوسط (ديربي النجف)
- نادي دهوك ونادي أربيل (ديربي العراق الشمالي)
- نادي الرمادي ونادي الفلوجة (ديربي الأنبار)
- نادي كربلاء ونادي الهندية (ديربي كربلاء)
- نادي سامراء ونادي صلاح الدين (ديربي صلاح الدين)
- نادي السماوة ونادي الميناء (ديربي العراق الجنوبي)

### باكستان
- نادي القوات الجوية الباكستانية ونادي وابدا لاهور (كلاسيكو باكستان)
- نادي كي أر إل ونادي الجيش الباكستاني (ديربي راولبندي)
- نادي أفغان ونادي مسلم (ديربي بلوشستان)

### كوريا الشمالية
- نادي 25 أبريل ونادي بيونغ يانغ سيتي الرياضي (ديربي بيونغ يانغ)
- نادي كيغوانشا الرياضي ونادي 25 أبريل (كلاسيكو كوريا الشمالية)
- نادي أونباسان الرياضي ونادي كيغوانشا الرياضي (ديربي جنوب الغربي)

### إيران
- نادي برسبوليس ونادي سباهان أصفهان (كلاسيكو ايران)
- نادي استقلال خوزستان ونادي استقلال أهواز (ديربي الأحواز)
- نادي فولاد خوزستان ونادي استقلال خوزستان (ديربي خوزستان)
- نادي باس طهران ونادي سايبا (ديربي غرب طهران)
- استقلال طهران وذوب آهن أصفهان (ديربي الفولاذ)
- استقلال طهران وسباهان أصفهان (ديربي فارس)
- استقلال طهران وبرسبوليس (ديربي طهران)
- ذوب آهن أصفهان وسباهان أصفهان (ديربي أصفهان)
- نادي داماش غيلان ونادي سبيدرود رشت ونادي ملوان (ديربي جيلان)

### كمبوديا
- بنوم بنه كراون ونادي بويونغ كيت أنغكور (ديربي بنوم بنه)
- نادي ناجوورلد وبنوم بنه كراون (ديربي كمبوديا)
- بري فينج إف سي وبريه خان يصل نادي سفاي رينج (ديربي جنوب الشرقي)

### اليابان
- غامبا أوساكا وأوراوا رد دايموندز (كلاسيكو اليابان)
- طوكيو فيردي ونادي طوكيو (ديربي طوكيو)
- سيريزو أوساكا وغامبا أوساكا (ديربي أوساكا)
- أوميا أرديجا وأوراوا رد دايموندز (ديربي سايتاما)
- يوكوهاما إف مارينوس ونادي يوكوهاما (ديربي يوكوهاما)

### ميانمار
- نادي يانغون يونايتد ونادي ياداناربون (ديربي ميانمار)
- نادي ياداناربون وشان يونايتد (ديربي الوسط)
- نادي أي أس بي إي ونادي ياداناربون (ديربي ماندالاي)

### قرغيزستان
- نادي دوردوي بيشكك ونادي آلاي (كلاسيكو قرغيزستان)
- نادي ألجا بيشكك ونادي دوردوي بيشكك (ديربي بيشكك)
- نادي آلاي ونادي الديار كرشاب (ديربي أوش)

### قطر
- السد القطري والريان القطري (كلاسيكو قطر)
- العربي القطري والسد القطري (ديربي الدوحة)
- الريان القطري والعربي القطري (ديربي قطر)
- نادي الخور ونادي الخريطيات (ديربي الخور)
- نادي الدحيل ونادي قطر (ديربي شمال الدوحة)

### تايلاند
- موانغتونغ يونايتد ونادي بوريرام يونايتد (قمة الكبار)
- نادي تشونبوري وموانغتونغ يونايتد (كلاسيكو تايلاند)
- نادي بورت وموانغتونغ يونايتد (ديربي بانكوك)

### الكويت
- القادسية والعربي (ديربي الكرة الكويتية)

### فيتنام
- نادي هانوي ونادي هوانغ آنه جيا لاي (كلاسيكو فيتنام)
- نادي هوشي منه سيتي ونادي سايغون (ديربي مدينة هو تشي منه)
- نادي فيتيل ونادي هانوي (ديربي هانوي)
- نادي هايفونغ ونادي هانوي (ديربي الشمال)
- نادي إس إتش بي دا نانغ ونادي كوانغ نام (ديربي الوسط)

### لبنان
- الأنصار والنجمة (ديربي بيروت)
- طرابلس والاجتماعي (ديربي طرابلس)
- الأهلي صيدا والسلام زغرتا (ديربي صيدا)
- طرابلس والسلام زغرتا (ديربي شمال لبنان)
- العهد والأنصار (ديربي طريق الجديدة)
- العهد والنجمة (ديربي الجنوب والشرق)
- التضامن صور وشباب الغازية (ديربي جنوب لبنان)
- الصفاء والإخاء الأهلي عاليه (ديربي الجبل)
- الراسينغ بيروت ونادي الحكمة (ديربي شرق بيروت أو ديربي الأشرفية)
- نادي البرج وشباب الساحل (ديربي الضاحية الجنوبية)

### الصين
- بكين غوان وشانغهاي غرينلاند شينهو (كلاسيكو الصين)
- بكين بي آي تي وبكين غوان (ديربي بكين)
- نادي تيانجين تيدا وبكين بي آي تي وبكين غوان (ديربي جينغ جين)
- نادي شانغهاي إس آي بي جي وشانغهاي غرينلاند شينهوا وشنغهاي جيادينج هويلونج (ديربي شنغهاي)
- نادي شنجن ونادي غوانزو (ديربي بيرل)

### البحرين
- المحرق والرفاع (كلاسيكو)
- الأهلي والنجمة (ديربي منامة)

### الهند
- نادي موهون باغان ونادي إيست بنغال (ديربي كولكاتا)
- نادي بنغالورو ونادي تشينايين ونادي كيرلا بلاستيرز (ديربي الجنوب)
- نادي سالغاوكار ونادي موهون باغان (كلاسيكو الهند)
- نادي شيلونج لاجونج ونادي أيزاول (ديربي شمال شرقي)
- نادي تشرتشل براذرز ونادي ديمبو ونادي سالغاوكار وسبورتينغ غوا (ديربي غوا)
- نادي شيلونج لاجونج ورويال واينغدو (ديربي شيلونج)
- نادي نيروكا ونادي تروا تيديم (ديربي إمفال)
- نادي محمدان ونادي موهون باغان (ديربي كولكاتا)
- نادي مومباي لكرة القدم ومومباي سيتي (ديربي مومباي)
- دلهي يونايتد ونادي دلهي (ديربي دلهي)

### عُمان
- ظفار وفنجاء (كلاسيكو)
- النصر وظفار (ديربي صلالة)
- العروبة وصور (ديربي الشرقية)
- صحار ومجيس (ديربي الباطنة)
- السيب وأهلي سداب (ديربي مسقط)
- بهلاء ونزوي (ديربي الداخلية)

### هونغ كونغ
- نادي جنوب الصين ونادي كيتشي (كلاسيكو هونج كونج)
- نادي إيسترن سبورتس ونادي جنوب الصين (ديربي جنوب شرق)
- نادي كيتشي ونادي إيسترن سبورتس (ديربي الأزرق المزدوج)
- نادي جنوب الصين وهونج كونج بيجاسوس (ديربي الأصدقاء)
- نادي تاي بو و نادي يوين لونغ (ديربي الأقاليم الجديدة)

### الإمارات العربية المتحدة
- العين والوحدة (ديربي  ابوظبي)
- الشارقة والوصل (ديربي الامارات )
- الجزيرة والوحدة (ديربي العاصمة)
- النصر والوصل (ديربي دبي)
- الشارقة وخورفكان (ديربي الشارقة)
- الفجيرة ودبا (ديربي الفجيرة)

### ماليزيا
- نادي سلاغور وجوهور دار التعظيم (كلاسيكو ماليزيا)
- نادي ترغكانو ونادي كلنتن ونادي سري باهانج (ديربي الساحل الشرقي)
- نادي صباح ونادي ساراواك وساراواك يونايتد (ديربي بورنيو)
- نادي سلاغور وكوالالمبور سيتي (ديربي كلانج فالي)
- جوهور دار التعظيم ونادي سري باهانج (ديربي ملوك)

### الأردن
- النادي الفيصلي ونادي الوحدات (كلاسيكو الاردن)
- نادي الرمثا ونادي الحسين (ديربي الشمال)
- نادي شباب العقبة ونادي معان (ديربي الجنوب)
- النادي القوقازي ونادي سما السرحان (ديربي شرق الاردن)
- نادي الرمثا ونادي اتحاد الرمثا (ديربي الرمثا)
- نادي سما السرحان ونادي مغير السرحان (ديربي السرحان)
- نادي الرمثا ونادي الصريح (ديربي شرق اربد)
- نادي الفيصلي ونادي الأهلي (ديربي غرب عمان)
- نادي الوحدات ونادي سحاب (ديربي شرق عمان)
- نادي السلط ونادي البقعة (ديربي البلقاء)

### كوريا الجنوبية
- جونبك هيونداي موتورز وأولسان هيونداي (ديربي هيونداي)
- بوهانغ ستيلرز وأولسان هيونداي (ديربي يونغنام)
- سوون سامسونغ بلووينغز ونادي سول (كلاسيكو كوريا الجنوبية)
- إنتشون يونايتد ونادي سول (ديربي كيونغين)
- جامعة يونسي وجامعة كوريا (ديربي الجامعة)

### فلسطين
- شباب الخليل وشباب الظاهرية (كلاسيكو فلسطين)
- هلال القدس وجبل المكبر (ديربي القدس)
- نادي الاتحاد ومركز شباب بلاطة (ديربي نابلس)
- ثقافي طولكرم ومركز طولكرم (ديربي طولكرم)
- شباب دورا وشباب يطا (ديربي الجنوب)
- شباب الخليل وأهلي الخليل (ديربي الخليل)
- شباب خان يونس واتحاد خانيونس (ديربي خان يونس)
- خدمات رفح وشباب رفح (ديربي رفح)
- النادي الأهلي غزة ونادي غزة الرياضي (ديربي غزة)
- نادي هلال أريحا ونادي عقبة جبر (ديربي اريحا)

 أمريكا الشمالية 

### الولايات المتحدة
- لوس أنجلوس غلاكسي وسان خوسيه إيرثكويكس (ديربي كاليفورنيا)
- نادي شيفاز يو إس أي ولوس أنجلوس غلاكسي (سوبر كلاسيكو)
- نادي لوس أنجلوس ولوس أنجلوس غلاكسي (ديربي لوس انجلوس)
- بورتلاند تيمبرز وسياتل ساوندرز (ديربي كسكاديا)
- أورلاندو سيتي وإنتر ميامي (ديربي فلوريدا)
- هيوستن دينامو ومينيسوتا يونايتد (ديربي ديلان وولبرز)
- دي.سي. يونايتد ونيويورك ريد بولز (ديربي أتلانتيك)
- نادي نيويورك سيتي ونيويورك ريد بولز (ديربي نيويورك)
- نيو إنغلاند ريفولوشن ونيويورك ريد بولز وفيلادلفيا يونيون ودي.سي. يونايتد (ديربي شمال الغرب)
- هيوستن دينامو ونادي دالاس (ديربي تكساس)
- نادي سينسيناتي وكولومبوس كرو (ديربي الجحيم)
- سان خوسيه إيرثكويكس وسياتل ساوندرز (ديربي التراث)
- ريال سالت ليك وكولورادو رابيدز  (ديربي روكي ماونتن)
- شيكاغو فاير ونادي دالاس (ديربي بريمستون)
- كولومبوس كرو ونادي دالاس (ديربي لامار هانت بايونير)

### المكسيك
- كلوب أمريكا وغوادالاخارا («كلاسيكو المكسيك»)
- نادي أطلس وغوادالاخارا (كلاسيكو  تاباتيو)
- كروز آزول وكلوب أمريكا (كلاسيكو يونغ)
- تيغريس أونال وكلوب أمريكا (سوبر كلاسيكو مكسيك)
- نادي أونيفرسيداد ناسيونال وكلوب أمريكا (ديربي مكسيكو سيتي)

### كندا
- نادي تورونتو ونادي مونتريال (كلاسيكو كندا)
- نادي فورجي ونادي كافالري
- نادي إدمونتون ونادي كافالري (ديربي ألبرتا)
- نادي يورك يونايتد ونادي فورجي (ديربي 905)
- أوتاوا فيوري ونادي إدمونتون (ديربي كندا الكبير)

### بليز
- نادي بلموبان بانديتس ونادي بلموبان بلاز (ديربي بلموبان)
- نادي بليز ديفينس فورس واف سي بليز (ديربي مدينة بليز)
- نادي بوليس يونايتد ونادي بلموبان بانديتس (ديربي بلموبان صغير)
- نادي ريال فيرديس ونادي بلموبان بانديتس (كلاسيكو بليز)
- نادي ريال فيرديس ونادي بينكي فيجو يونايتد (ديربي الغرب)

### نيكاراغوا
- ريال إستيلي ونادي ديريانجين (كلاسيكو نيكاراغوا)
- ديبورتيفو سانتا سيسيليا ونادي ديريانجين
- ريال مادريز وديبورتيفو أوكوتال (ديربي شمال الغربي)
- ديبورتيفو والتر فيريتي ونادي ماناغوا (ديربي ماناغوا)
- نادي ديريانجين ونادي ماناغوا (ديربي ساحل الغربي)

### بنما
- نادي تاورو وبلازا أمادور (كلاسيكو بنما)
- أتليتيكو شيريكي وأتليتيكو فيراجوينسي (ديربي الكبير)
- نادي ألينزا وبلازا أمادور (ديربي بنما سيتي)
- نادي اللاكوريرا و نادي سان فرانسيسكو (ديربي لا كوريرا)
- دبورتيفو أرابي ونيدو وسبورتينغ كولون (ديربي كولون)

### كوستاريكا
- نادي ألاجولينسي وديبورتيفو سابريسا (كلاسيكو كوستاريكا)
- نادي كارتاهينيس ونادي هيريديانو (ديربي الكبير)
- نادي ليمون ونادي سانتوس (ديربي الكاريبي)
- نادي غريسيا ونادي رامونينسي (ديربي الغرب)
- نادي بونتاريناس ونادي ليمون (ديربي موانئ)

### هندوراس
- ريال إسبانيا ونادي ديبورتيفو أوليمبيا (ديربي الحديث)
- نادي موتاجوا وريال إسبانيا
- نادي ماراثون ونادي ديبورتيفو أوليمبيا (ديربي الوطني)
- نادي ماراثون وريال إسبانيا (ديربي سامبدرانو)
- نادي موتاجوا ونادي ديبورتيفو أوليمبيا (سوبر كلاسيكو هندوراس)

### غواتيمالا
- نادي كوميونيكيشنس وميونيسيبال (كلاسيكو غواتيمالا)
- ديبورتيفو بيتابا وديبورتيفو ماركينسي (ديربي الغرب)
- نادي سكاتشيسباس ونادي زاكابا (ديربي أورينتال)
- ديبورتيفو بيتابا وديبورتيفو كوتيبيك (ديربي كيتزالتيكو)
- ديبورتيفو بيتابا وديبورتيفو سوشيتبيكيز (ديربي جنوب الغربي)

### السلفادور
- نادي سانتانيكوس أسوشيتد ونادي أكويلا (كلاسيكو السلفادور)
- نادي إيسيدرو ميتابان ونادي سانتانيكوس أسوشيتد (ديربي الغرب)
- نادي أتليتيكو مارتي ونادي ألينزا (ديربي سان سلفادور)
- ديبورتيفو دراغون ونادي أكويلا (ديربي ميغيلينو)
- نادي لويس أنخيل فيربو ونادي أكويلا (ديربي الشرق)

### غرينادا
- بارادايس انترناشيونال ونادي انكور كوينز بارك رينجرز (كلاسيكو غرينادا)
- إيجلز سوبر ستريكرز وهارد روك إف سي (ديربي سوترز)
- سانت جون إس سي ونادي انكور كوينز بارك رينجرز (ديربي غوياف)
- بوكا جونيور سانت باتريك ونادي شانتيميل (ديربي سانت باتريك)
- نادي فونتينوي يونايتد ونادي انكور كوينز بارك رينجرز (ديربي سانت جورج)

### أروبا
- إس في أستريلا وإس في داكوتا (كلاسيكو أروبا)
- إس في داكوتا وراسينغ كلوب أروبا (ديربي أورنجستاد)
- إس في إنديبندينتي كارافيل وإس في أستريلا (ديربي الوسط)
- إس سي يونايتد وديبورتيفو ناسيونال (ديربي الشمال)

### سانت لوسيا
- نادي فامبرس أتلتيك درامتك ونورثرن يونايتد أول ستارز (كلاسيكو سانت لوسيا)
- نادي لانسرز ونادي فامبرس أتلتيك درامتك (ديربي كاستريس)
- بلاتينيوم إف سي وأبتاون ريبيلز إس سي (ديربي فيو فورت)

### مونتسرات
- نادي رويال مونتسيرات بوليس فورس وايديال اس سي (ديربي برادس)
- سالم اف سي وإف سي إلبرتون (ديربي شمال شرقي)
- نادي باتا فالكونز ونادي رويال مونتسيرات بوليس فورس (ديربي برادس الصغير)

### أنغويلا
- رورنج ليونز إف سي وكيكس يونايتد (كلاسيكو أنغويلا)
- نادي سبارتانز ورورنج ليونز إف سي (ديربي ذا فالي)
- سالسا باليرز إف سي ورورنج ليونز إف سي (ديربي وسط)

### سانت كيتس ونيفيس
- نيوتاون يونايتد وفيليدج سوبرستارز إف سي (ديربي باستير)
- سانت بول يونايتد إف سي ونيوتاون يونايتد (كلاسيكو الكبير)
- جاردن هوتسبيرز إف سي ونيوتاون يونايتد (ديربي باستير الصغير)

### غويانا الفرنسية
- نادي جوياني سبورت ونادي نادي كايين (ديربي كايين)
- نادي لو جيلدار ونادي جوياني سبورت (كلاسيكو غويانا)
- نادي كورسين ونادي لو جيلدار (ديربي كوروا)
- يونيون ماتوري وأيتوال ماتوري (ديربي ماتوري)
- إيه جيه سان جورج ونادي جوياني سبورت (ديربي كايين الصغير)

### جزر العذراء الأمريكية
- نيو فايبس إس سي ورايميكس إس سي (ديربي جروف بليس)
- نادي هيلينيت ويونايتد وي ستاند إس سي (ديربي سانت توماس)

### برمودا
- نادي بيمبروك هاميلتون إنك وسومرست طروادة (كلاسيكو برمودا)
- نادي ديفونشاير كولتس إف سي ونادي ديفونشاير الكوجر (ديربي ديفونشاير)
- نادي بوليفارد بليزرز إف سي ونادي داندي تاون هورنتس إف سي (ديربي بيمبروك باريش)
- نادي نورث فيلاج ونادي برمودا هوجز (ديربي هاميلتون)

### جزر البهاما
- نادي كافالير ونادي بيرز (ديربي ناساو)
- نادي بريتام يونايتد ونادي بيرز (كلاسيكو باهاماس)
- ويسترن ووريورز إس سي ونادي بيرز (ديربي ناساو الصغير)

### بورتوريكو
- نادي بورتوريكو أيسلاندرز ونادي أتليتيكو ريفير بليت بورتو ريكو (ديربي بوريكوا)
- نادي بيامون ونادي اكاديمي متروبوليتان (كلاسيكو بورتوريكو)
- رامي إس سي ونادي بورتوريكو سول (ديربي الغرب)
- نادي أكاديمي كوينتانا ونادي اكاديمي متروبوليتان (ديربي سان خوان)
- نادي غواينابو غول ونادي بورتوريكو سورف (ديربي غواينابو)

### جامايكا
- نادي بورتمور يونايتد ونادي ارنيت جاردنز (ديربي كينغستون)
- نادي هاربور فيو ونادي ووتر هاوس (كلاسيكو جامايكا)
- نادي بويز تاون ونادي تيفولي جاردنز (ديربي كينغستون الغربية)
- نادي ارنيت جاردنز ونادي بويز تاون (ديربي ترينشتاون)
- نادي همبل لايونز ونادي سبورتنج سنترال أكاديمي (ديربي أبرشية كلارندون)

### جمهورية الدومينيكان
- نادي موكا وأتلتيكو سان كريستوبال (كلاسيكو الدومينيكان)
- نادي يونيفرسيداد اويمي ونادي برشلونة أتلتيكو (ديربي سانتو دومينغو)
- نادي أتلانتيك وأتلتيكو بانتوجا (ديربي بويرتو بلاتا)
- أتلتيكو سان فرانسيسكو وأتليتيكو فيجا ريال (ديربي وسط)
- أتلتيكو سان كريستوبال ونادي برشلونة أتلتيكو (ديربي الجنوب)

### جزر العذراء البريطانية
- ايلاندرز إف سي وشوجر بويز إف سي (ديربي رود تاون)
- وان لوف يونايتد إف سي وايلاندرز إف سي (ديربي رود تاون الصغير)
- نادي أولد مدريد وفيرجن جوردا يونايتد (ديربي سبانيش تاون)

### باربادوس
- نادي ويموث ويلز وسبورتينغ نوتردام (كلاسيكو بربادوس)
- نادي باربادوس ديفينس فورس وبريتونز هيل إف سي (ديربي سانت مايكل)
- نادي باراديس وسيلفر ساندز إف سي (ديربي سانت لورانس جاب)

### سورينام
- نادي وانهاتي ويونغ رايثم (ديربي كوتيكا)
- نادي اتحاد الشرطة ونادي الجيش السورينامي (ديربي الدفاع)
- نادي روبن هود الرياضي ونادي ترانسفال (كلاسيكو سورينام)
- نادي كارافان ونادي باباتام (ديربي ماروين)
- انتر وانيكا ونادي إكسلسيور (ديربي ميرجوركز)

### ترينيداد وتوباغو
- سان جوان جابلوتي ودبليو كونكشن (ديربي ترينيداد وتوباغو)
- إف سي سنترال ودبليو كونكشن (ديربي كوفا)
- نادي الشرطة وكاليدونيا إي آي إي (ديربي بورت أوف سبين)

### سانت فينسنت والغرينادين
- باستورس يونايتد وأفنيوز يونايتد (كلاسيكو الكبير)
- أفنيوز يونايتد وهوب انترناشونال (ديربي كينغستاون)
- باستورس يونايتد ونادي لايو (ديربي لايو)
- نادي أرنوس فال ونادي كالياكوا (ديربي سانت جورج)

### هايتي
- نادي راسينغ هايتي ونادي فيسا (كلاسيكو هايتي)
- نادي راسينغ هايتي ونادي فيوليت (ديربي بورت أو برانس)
- بالتيمور إس سي وإف سي ستورم (ديربي سان مارك)
- نادي ريال هوب ونادي فيسا (ديربي كاب هايتيان)
- دون بوسكو إف سي ونادي راسينغ هايتي (ديربي الإدارة الغربية (هايتي))

### كوبا
- نادي سيوداد دو لا هافانا ونادي لا هافانا (ديربي هافانا)
- إف سي فيلا كلارا وإف سي بينار ديل ريو (كلاسيكو كوبا)
- إف سي جوانتانامو ونادي سانتياغو دي كوبا (ديربي شرق)
- إف سي بينار ديل ريو ونادي لا هافانا (ديربي غرب)
- نادي سيغو دي أفيلا ونادي سانكتي سبيريتوس (ديربي وسط)

### غيانا
- نادي بوكستون يونايتد ونادي فيكتوريا كينجز (ديربي انمور)
- نادي ألفا يونايتد ونادي سانتوس جورج تاون (ديربي جورج تاون)
- ليندن توب إكس إكس وميلروك إف سي (ديربي ليندن)

### بونير
- إس في ريال رينكون وإس في يوفنتوس (كلاسيكو بونير)
- إس في يوفنتوس وإس في أستريلاس (ديربي كراليندايك)
- إس في فيسبو وإس في ريال رينكون (ديربي رينكون)

### كوراساو
- يونيون ديبورتيفو باندا ابو ومركز باربر سبورتس الاجتماعي (كلاسيكو كوراساو)
- نادي سبورت يونايتد بريون ترابرز  ونادي جونغ هولاند (ديربي ويلمستاد)
- نادي جونغ كولومبيا وإس في هوبينتوت فورتونا (ديربي وسط)

### جزر كايمان
- نادي سكولارس انترناسيونال ونادي بودن تاون (كلاسيكو كايمان)
- نادي جورج تاون وإس سي أكاديمي (ديربي جورج تاون)
- إيست إند يونايتد ونادي سكولارس انترناسيونال (ديربي ويست باي)

### تجمع سان مارتين
- سانت لويس ستارز ونادي جونيور ستارز (كلاسيكو الكبير)
- نادي يوفنتوس سانت مارتن وإف سي ماريجوت (ديربي ماريجوت)
- إف سي جوستافيا ونادي ديابليس روج (ديربي غوستافيا)

### غوادلوب
- سي إس مولين ونادي إيتوال مورن-آه-لو (كلاسيكو غوادلوب)
- إي أس ريدوتابل ونادي ريد ستار (ديربي بوانت-آه-بيتر)
- نادي راسينغ غوادلوب ونادي غولويس باس-تير (ديربي باس-تير)

### أنتيغوا وباربودا
- نادي أيمبير ونادي جرينباي هوبرز (ديربي سانت جونز)
- بارهام إف سي وإس سي باسا (ديربي سانت بيتر)
- بارهام إف سي ونادي أيمبير (كلاسيكو الكبير)

### مارتينيك
- إيجلون دو لامينتين ونادي كولونيال فور دو فرانس (ديربي لامنتين)
- إي أس سي أمولاسيون ونادي أكسالسيور (ديربي شولشر)
- نادي غولدن ستار ونادي غود لاك مارتينيك (ديربي فور دو فرانس)

### دومينيكا
- واكي رولرز إف سي ونادي كينسبورو يونايتد (ديربي روسو)
- بورتسموث بومبرز إف سي ودوبلانك إف سي (ديربي شمال الغربي)
- باث إستيت إف سي وواكي رولرز إف سي (ديربي جنوب الشرقي)

### جزر توركس وكايكوس
- إي أف سي أكاديمي ونادي شاركس (ديربي بروفيدنسياليس)
- بيتشس إف سي وإي أف سي أكاديمي (ديربي بروفيدنسياليس الصغير )
- نادي كي بي أم جي يونايتد ونادي شاركس

 أمريكا الجنوبية

### فنزويلا
- نادي كاراكاس وديبورتيفو تاشيرا (كلاسيكو حديث)
- نادي الرياضة ماريتيمو دي لا جويرا وديبورتيفو تاشيرا (كلاسيكو القديمة)
- نادي استوديانتس دي ميريدا وديبورتيفو تاشيرا(ديربي لوس أنديس)
- نادي كارابوبو ونادي أراجوا
- نادي بورتوغيزا ونادي استوديانتس دي ميريدا (ديربي فنزويلا الكبير)

### بيرو
- أليانزا ليما ونادي يونيفرسيتاريو (سوبر كلاسيكو بيرو)
- سبورتينغ كريستال ونادي يونيفرسيتاريو
- سبورتينغ كريستال وأليانزا ليما
- ديبورتيفو مونيسيبال ونادي يونيفرسيتاريو (الديربي الحديث)
- سبورت بويز وأتلتيكو تشالاكو (ديربي بورتينو)

### تشيلي
- كولو-كولو ونادي أونيفرسيداد دي تشيلي (سوبر كلاسيكو تشيلي)
- نادي أونيفرسيداد كاتوليكا ونادي أونيفرسيداد دي تشيلي (ديربي سانتياغو)
- نادي كوبريلوا وكولو-كولو (كلاسيكو تشيلي)
- نادي بالستينو ويونيون إسبانيولا وأوداكس إيتاليانو (ديربي دي كولونياس)
- ديبورتيفو سان ماركوس وديبورتيس إيكيكي (ديربي شمال)

### الإكوادور
- برشلونة ونادي ديبورتيفو إل ناسيونال (كلاسيكو الاكوادور)
- برشلونة ونادي إيميلك (ديربي غواياكيل)
- ليغا دو كيتو وسوسيداد ديبورتيفو كيتو و

نادي أوكاس (ديربي كيتو)
- ديبورتيفو كوينكا ودبورتيفو دو لوجا (ديربي اوسترو)
- دبورتيفو ونيفرستاريا كوينكا وديبورتيفو كوينكا (ديربي كونيكانو)

### باراغواي
- أوليمبيا أسونسيون وسيرو بورتينيو (كلاسيكو بارغواي)
- نادي غواراني وأوليمبيا أسونسيون (ديربي الأقدم)
- نادي ليبرتاد وأوليمبيا أسونسيون (ديربي الأبيض و الأسود)
- سيرو بورتينيو ونادي ليبرتاد (ديربي ديل اسونسيون)
- نادي روبيو نيو وسبورتيفو ترينيداد (ديربي ديل باريو ترينيداد)

### كولومبيا
- نادي ميلوناريوس وأتلتيكو ناسيونال (كلاسيكو كولومبيا)
- أمريكا دي كالي ونادي ميلوناريوس
- أمريكا دي كالي وأتلتيكو ناسيونال
- ديبورتيفو كالي ونادي ميلوناريوس (كلاسيكو انيخو)
- إنديبندينتي ميديلين وأتلتيكو ناسيونال (كلاسيك بايسا)

### الأرجنتين
- بوكا جونيورز وريفر بليت (سوبر كلاسيكو)
- إنديبندينتي ونادي راسينغ (ديربي أفيلانيدا)
- نيولز اولد بويز وروزاريو سنترال (ديربي روزاريو)
- هوراكان ونادي سان لورينزو (ديربي بورتينو)
- فيرو كاريل أويستي وفيليز سارسفيلد (ديربي الغربي)

### الأوروغواي
- بنيارول وناسيونال مونتيفيديو («ديربي مونتفيدو»)
- نادي دانوبيو وديفينسور سبورتينغ (كلاسيكو دي لوس ميديانوس)
- ريفر بليت ومونتيفيديو واندررز وبيلا فيستا (كلاسيكو ديل برادو)
- اتلتيكو سيرو ورامبلا جونيورز (كلاسيكو دي لا فيلا)
- سبورتيفو سيريتو ونادي رينتيستاس (كلاسيكو ديل سيريتو)

### البرازيل
- كورينثيانز وبالميراس (ديربي ساو باولو)
- فلامنجو وفلومينينسي (ديربي ريو دي جانيرو)
- أتلتيكو مينيرو ونادي كروزيرو (ديربي ميناس جيرايس)
- أتلتيكو باراناينسي ونادي كوريتيبا (ديربي بارانا)
- غريميو بورتو أليغرينزي ونادي إنترناسيونال

(ديربي ريو غراندي دو سول)

### بوليفيا
- نادي بوليفار وذي سترونغيست (كلاسيكو بوليفيا)
- نادي بومينغ و أورينتي بيتروليرو (ديربي كروسينو)
- أونيفرسيتاريو سوكري ونادي ريال بوتوسي (ديربي الجنوب)
- ناسيونال بوتوسي ونادي ريال بوتوسي (ديربي بوتوسي)
- نادي خورخي ويلسترمان ونادي أورورا (ديربي كونكوريا)

## أمثلة على المنافسات الدولية

### الكونميبول
- البرازيل مقابل الأرجنتين
- الأرجنتين مقابل أوروغواي
- البرازيل مقابل أوروغواي

### الكونكاكاف
- الولايات المتحدة مقابل المكسيك
- كوستاريكا مقابل هندوراس

### الاتحاد الأوروبي لكرة القدم
- إيطاليا مقابل ألمانيا
- إنجلترا مقابل ألمانيا
- إنجلترا مقابل إسكتلندا
- ألمانيا مقابل هولندا
- بلجيكا مقابل هولندا
- اليونان مقابل تركيا
- فرنسا مقابل إسبانيا
- إسبانيا مقابل ألمانيا
- فرنسا مقابل إيطاليا
- فرنسا مقابل سويسرا
- ألمانيا مقابل فرنسا
- إسبانيا مقابل إيطاليا
- البرتغال مقابل إسبانيا
- رومانيا مقابل المجر
- روسيا مقابل بولندا
- أيرلندا مقابل أيرلندا الشمالية
- كرواتيا مقابل صربيا
- روسيا مقابل أوكرانيا

### الاتحاد الأفريقي لكرة القدم
- الجزائر ضد تونس
- المغرب ضد الجزائر
- مصر ضد الجزائر
- تونس ضد المغرب
- مصر ضد المغرب
- مصر ضد تونس
- الكاميرون ضد نيجيريا
- نيجيريا ضد غانا
- مصر ضد غانا
- مصر ضد الكاميرون
- نيجيريا ضد الجزائر
- الجزائر ضد السنغال

### الاتحاد الآسيوي لكرة القدم
- إيران - السعودية
- السعودية - الإمارات
- الكويت - العراق
- الكويت - إيران
- اليابان - كوريا الجنوبية
- كوريا الجنوبية - كوريا الشمالية (ديربي كوريا)
- السعودية - قطر
- قطر - الإمارات
- العراق - الكويت
- الإمارات - إيران
- الكويت - السعودية (الديربي الخليجي)
- السعودية - العراق
- أستراليا - اليابان
- الهند - باكستان
- تايلاند - فيتنام
- إندونيسيا - ماليزيا
- سوريا - الأردن (ديربي بلاد الشام)
- الصين - هونغ كونغ
- اليابان - كوريا الشمالية
- الصين - كوريا الجنوبية
- اليابان - الصين
- ميانمار - تايلاند
- سنغافورة - ماليزيا
- الصين - تايبيه الصينية
- فيتنام - ماليزيا
- فيتنام - إندونيسيا
- الفلبين - ماليزيا

### ما بينالفيفا
- الأرجنتين ضد إنجلترا
- البرازيل ضد إيطاليا
- ألمانيا ضد الأرجنتين
- البرازيل ضد ألمانيا
- فرنسا ضد الجزائر
- أستراليا ضد نيوزيلندا